# Ein Marquis zu verkaufen
Ein Marquis zu verkaufen (Originaltitel: Marquis Preferred) ist eine US-amerikanische Stummfilmkomödie aus dem Jahr 1929 von Frank Tuttle mit Adolphe Menjou in der Titelrolle. Der Film wurde von Paramount Famous Lasky produziert und basiert auf Erzählungen von Frederic Arnold Kummer und Ernest Vajda.

## Handlung
Nachdem er sein Vermögen für Vergnügungen verprasst hat, ist der Marquis d’Argenville nicht mehr in der Lage, seine Angestellten oder seine Gläubiger zu bezahlen. Um ihr Geld wiederzubekommen, beschließen die Gläubiger, den Marquis in eine Kapitalgesellschaft zu integrieren und ihn eine Heiratsvereinbarung mit der Erbin Gwendolyn Gruger, der Tochter eines reichen amerikanischen Wurstherstellers, unterzeichnen zu lassen. Ihr Plan geht jedoch schief, als sich der Marquis in Gwendolyns arme Freundin Peggy Winton verliebt.

## Hintergrund
Gedreht wurde der Film ab dem 17. November 1928. Nach Angaben in der „Paramount Produced Scripts Collection“ lautete der Titel von Frederic Arnold Kummers unveröffentlichter Originalgeschichte „Marrying the Marquis“. Den Aufzeichnungen zufolge basierte Ernest Vajda seine Geschichte auf Kummers Erzählung.
Loyal Griggs arbeitete als einfacher Kameramann, assistiert von Daniel L. Fapp.

## Veröffentlichung
Die Premiere des Films fand am 27. Januar 1929 statt. Im Deutschen Reich kam er 1930 in die Kinos.

## Kritiken
Mordaunt Hall schrieb in der The New York Times, die feine Handschrift von Ernest Vajda sei in Adolphe Menjous neuestem Film erkennbar. Er enthalte einige brillante Ideen und sei besonders gut von Frank Tuttle inszeniert. Er habe einen faszinierenden Anfang und ein klug durchdachtes Ende und sei im Großen und Ganzen genauso glaubwürdig wie eine Reihe anderer Filme, in denen Herr Menjou sympathische Franzosen porträtiere, die in ihren Liebesbeziehungen eher sorglos seien.